# Husen (Hüllhorst)
Husen ist eine alte Ortsbezeichnung, die Teile der Gemeinde Hüllhorst im Kreis Minden-Lübbecke in Nordrhein-Westfalen beschreibt.

## Geschichte

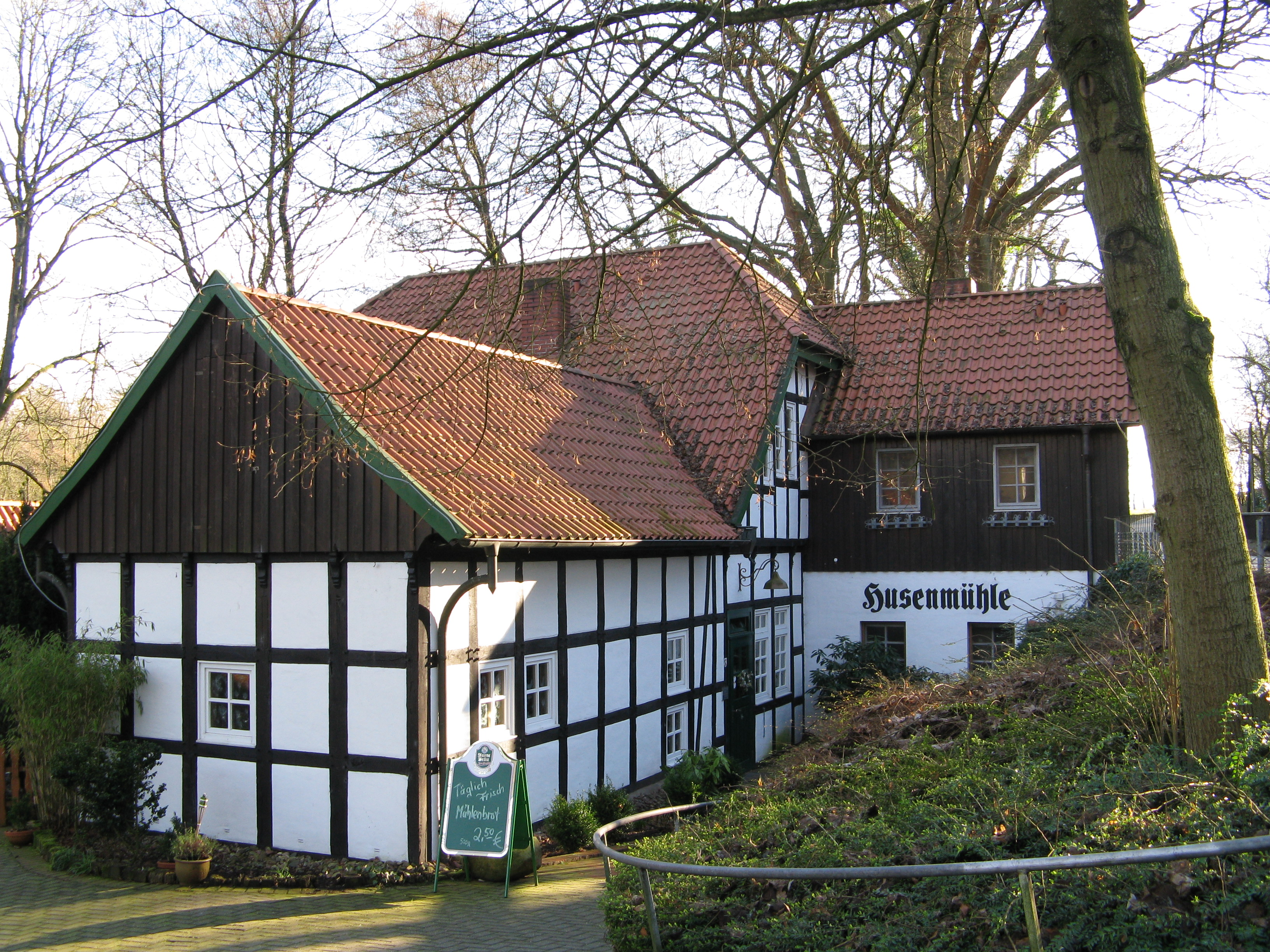
Die Husenmühle

Husen bezeichnet einen mutmaßlichen Rittersitz der Adelsfamilie von Schloen. Diese Familie war seit dem 14. Jahrhundert auf Gut Husen ansässig und ist auch unter dem Namen Tribbe bekannt.
Oberflächlich kann der Rittersitz heute nicht mehr lokalisiert werden, dazu bedürfte es archäologischer Grabungen. Urkundlich ist die Existenz jedoch mehrfach belegt.
Der untere Teil des Wappens der Gemeinde Hüllhorst stellt das Wappen der Familie von Schloen dar.
Namentlich taucht die Bezeichnung heute nur noch im Namen „Husemühle“ und abgewandelt mit der alten Bezeichnung „Hasemeier“ auf.